# Ashmore, Illinois
Ashmore là một làng thuộc quận Coles, tiểu bang Illinois, Hoa Kỳ. Năm 2010, dân số của làng này là 785 người.

## Dân số
Dân số qua các năm:
- Năm 2000: 809 người.
- Năm 2010: 785 người.